# Karbinci
Pronunciação
Karbinci é uma vila localizada no município de Karbinci, na República da Macedônia do Norte.